# Jagriti
Jagriti è un film indiano del 1954 diretto da Satyen Bose.

## Premi
- National Film Awards
  - 1954: "Best Feature Film in Hindi - Certificate of Merit"
- Filmfare Awards
  - 1956: "Best Film"